# Baulche
Der Baulche (auch Baulches; frz: Ru de Baulche(s)) ist ein Fluss in Frankreich, der im Département Yonne in der Region Bourgogne-Franche-Comté verläuft. Er entspringt beim Weiler Pesteau im Gemeindegebiet von Merry-Sec, entwässert zunächst unter dem Namen Ru d’Escamps in nordwestlicher Richtung, nimmt dann seinen endgültigen Namen an, schwenkt auf Nordost und mündet nach rund 26 Kilometern im Gemeindegebiet von Monéteau als linker Nebenfluss in die Yonne.

## Orte am Fluss
(Reihenfolge in Fließrichtung)
- Escamps
- Chevannes
- Villefargeau
- Saint-Georges-sur-Baulche
- Perrigny

## Sehenswürdigkeiten
- Steinbrücke über den Fluss an der Gemeindegrenze von Perrigny und Monéteau – Monument historique[3]